# 蘆髪蒲見別王
蘆髪蒲見別王（あしかみのかまみわけのみこ）は、『古事記』、『日本書紀』に登場する皇族で、日本武尊の子。『古事記』では足鏡別王と記され、母は山代之玖玖麻毛理比売（やましろのくくまもりひめ）で、鎌倉別、小津、石代別、漁田別の祖とされる。『先代旧事本紀』では葦敢竈見別王と記され、竈口君等の祖とある。また『住吉大社神代記』では蘆髪浦見別王。

## 概要
『日本書紀』によると、仲哀天皇は白鳥となって天に昇った父・日本武尊をしのんで、陵を囲む池に白鳥を飼おうと考えて、諸国に白鳥を献上するよう命じた。そこで越国は4羽の白鳥を献じた。しかし越国の使いが宇治川のほとりで休んでいると蘆髪蒲見別王がやってきて「それはどこに持っていく白鳥か」と尋ねた。使いの者は「天皇が父君を慕って飼おうとしている白鳥です」と答えた。すると王は「白鳥でも、焼いてしまえば黒鳥だ」と言って奪ってしまった。使いがそのことを天皇に知らせると、天皇は同じ父に対して失礼なことを怒って誅殺したとされる。
『古事記』は系譜のみでこの話を伝えない。一方の『日本書紀』は王に関する伝承を伝えてはいるが、「景行紀」の日本武尊の系譜部分に記載していない。名義は母子ともに不詳。母玖玖麻毛理比売について本居宣長は山城国久世郡の栗隈（くりくま）郷を縮めて云うか、と述べている。